# Ius publicum
Als ius publicum wird aus der Tradition des römischen Rechts das Gemeinwesen und sein Vermögen („res publica“) verstanden, alles staatliche, somit vom Staat geschaffene und kraft staatlichen Gebots verbindliche Recht. Im modernen Sprachgebrauch wird darunter das öffentliche Recht und alles hoheitliche Handeln gefasst. Bedeutung hat die Differenzierung insofern, als in der römischen Antike ein rechtstheoretisches Begriffssystem noch nicht bestand.
In vorgenannten Sinne grenzte der spätklassische Jurist Ulpian ius publicum (abgeleitet von „populus“; Volk) gegenüber ius privatum (abgeleitet von „privus“; der Einzelne) ab: publicum ius est quod ad statum rei Romanae spectat, privatum quod ad singolorum utilitatem (übersetzt: „Öffentliches Recht ist dasjenige, was den Status des römischen Staatswesens, Privatrecht dasjenige, was die Interessen einzelner betrifft“). Die Trennung der Interessenssphären findet sich neben den Spätklassikern bereits bei Cicero. Zur Abgrenzung hilft in Rom auch die Gegenüberstellung von „Bürgerverband“ und „Hausverband“. Kennzeichnende Begriffe für den Bürgerverband sind etwa sacra, res, ager und via.
Aus den definitorischen Merkmalen wird bis heute die sogenannte Interessentheorie hergeleitet. Gelegentlich findet der Ausdruck – wenngleich nicht unmittelbar, denn das Gesetz selbst kann Abweichungen zulassen – Verwendung auch bei der Unterscheidung zwischen zwingendem Recht (ius cogens) und nachgiebigem, durch private Vereinbarungen abänderbarem, Recht (ius dispositivum). Ulpians Zeitgenosse Papinian äußerte: ius publicum privatorum pactis mutari non potest (übersetzt: „Öffentliches Recht kann durch Verträge zwischen Privaten nicht geändert werden“).